# Saint-Folquin
Saint-Folquin è un comune francese di 2 299 abitanti situato nel dipartimento del Passo di Calais nella regione dell'Alta Francia.

## Società

### Evoluzione demografica
Abitanti censiti